# Deutsche Fünfkampf-Meisterschaft 1938

Veranstaltungsort: Aachen

Die Deutsche Fünfkampf-Meisterschaft 1938 war eine Billard-Turnierserie und fand zum zweiten Mal vom 8. bis 11. März in Aachen statt.

## Geschichte
Nach Abschluss des Turniers waren Titelverteidiger August Tiedtke und Walter Joachim Partiepunktgleich. Somit wurde nach damaligem Reglement eine Stichpartie notwendig. Diese gewann Tiedtke mit 6:4 Punkten und verteidigte damit seine Titel aus dem Jahr 1936 in Bremen. Fast alle in Bremen aufgestellten deutschen Fünfkampf-Rekorde wurden in Aachen verbessert.

## Modus
1. PP = Partiepunkte
2. MP = Matchpunkte
3. VGD = Verhältnismäßiger Generaldurchschnitt
4. BVED = Bester Einzel Verhältnismäßiger Durchschnitt

Bei der Berechnung des VGD wurden die erzielten Punkte in folgender Weise berechnet:
Freie Partie: Distanz 200 Punkte (erzielte Punkte mal 1)
Cadre 45/2: Distanz 150 Punkte (erzielte Punkte mal 1,5)
Einband: Distanz 50 Punkte (erzielte Punkte mal 10)
Cadre 71/2: Distanz 100 (Punkte erzielte Punkte mal 4)
Dreiband: Distanz 20 Punkte (erzielte Punkte mal 50)
Alle Aufnahmen wurden mal 1 gewertet.
Der Fünfkampf wurde auch in dieser Spielfolge gespielt.
In der Endtabelle wurden die erzielten Partiepunkte vor den Matchpunkten und dem VGD gewertet.

## Abschlusstabelle
| Legende | Legende                                       |
| --- | --------------------------------------------- |
| Abk. | Bedeutung                                     |
| Pkt. | erzielte Punkte                               |
| Aufn. | benötigte Aufnahmen                           |
| ED | Einzeldurchschnitt                            |
| GD | Generaldurchschnitt                           |
| VGD | Verhältnismässiger Generaldurchschnitt        |
| BMD | Bester Mannschaftsdurchschnitt                |
| BED | Bester Einzeldurchschnitt                     |
| BSD | Bester Satzdurchschnitt                       |
| BEVD | Bester Einzel Verhältnismässiger Durchschnitt |
| HS | Höchstserie                                   |
| MP | Match Points                                  |
| PP | Partie Punkte                                 |
| G-U-V | Gewonnen-Unentschieden-Verloren               |
| SV | Satzverhältnis                                |
| WRP | Weltranglistenpunkte                          |
| | 1. Platz (Gold)                               |
| | 2. Platz (Silber)                             |
| | 3. Platz (Bronze)                             |
| | Bester GD des Turniers/Runde                  |
| | Bester VGD des Turniers/Runde                 |
| | Bester ED des Turniers/Runde                  |
| | Bester BVGD des Turniers/Runde                |
| | Beste HS des Turniers/Runde                   |
| (Evtl. finden nicht alle Begriffe Anwendung oder einige sind nicht aufgeführt. Diese können in der Liste der Karambolage-Begriffe nachgesehen werden.) |                                               |

| Endklassement | Endklassement                 | Endklassement | Endklassement | Endklassement |
| Platz         | Name                          | PP            | VGD           | BVED          |
| ------------- | ----------------------------- | ------------- | ------------- | ------------- |
| 1             | August Tiedtke (Düsseldorf)   | 36:24         | 31,64         | 43,43         |
| 2             | Walter Joachim (Berlin)       | 36:24         | 26,50         | 36,33         |
| 3             | Carl Foerster (Aachen)        | 35:25         | 27,18         | 31,52         |
| 4             | Ernst Rudolph (Köln)          | 34:26         | 28,71         | 38,56         |
| 5             | Otto Unshelm (Magdeburg)      | 31:29         | 24,84         | 32,32         |
| 6             | Gerd Thielens (Gelsenkirchen) | 20:40         | 25,06         | 34,52         |
| 7             | Werner Sorge (Berlin)         | 18:42         | 21,97         | 28,27         |
| Stichpartie   |                               |               |               |               |
| 1             | August Tiedtke                | 6:4           | 38,22         | 38,22         |
| 2             | Walter Joachim                | 4:6           | 22,49         | –             |

## Disziplintabellen
In der Deutschen Billard-Zeitung von 1936 waren leider keine Tabellen der einzelnen Disziplinen veröffentlicht. Es wurden nur die besten Leistungen der einzelnen Disziplinen gedruckt.

## Freie Partie
| Platz | Name           | MP | GD    | BED    | HS  |
| ----- | -------------- | -- | ----- | ------ | --- |
| 1     | August Tiedtke | -  | 37,99 | 100,00 | -   |
| -     | Walter Joachim | -  | -     | -      | 186 |

## Cadre 45/2
| Platz | Name           | MP | GD    | BED   | HS  |
| ----- | -------------- | -- | ----- | ----- | --- |
| 1     | Walter Joachim | -  | 17,50 | 75,00 | 149 |

## Einband
| Platz | Name           | MP | GD   | BED  | HS |
| ----- | -------------- | -- | ---- | ---- | -- |
| 1     | August Tiedtke | -  | 4,07 | 7,14 | -  |
| -     | Gerd Thielens  | -  | -    | -    | 30 |

## Cadre 71/2
| Platz | Name           | MP | GD    | BED   | HS |
| ----- | -------------- | -- | ----- | ----- | -- |
| 1     | Walter Joachim |    | 11,27 | 20,00 | -  |
| -     | Carl Foerster  | -  | -     | -     | 67 |

## Dreiband
| Platz | Name           | MP | GD    | BED   | HS |
| ----- | -------------- | -- | ----- | ----- | -- |
| 1     | August Tiedtke | -  | 0,646 | 1,666 | 7  |